# جورج مارتنز
جورج مارتنز (بالألمانية: Georg Friedrich von Martens )‏ (و. 1756 – 1821 م) هو محامي، ودبلوماسي، وأستاذ جامعي ألماني، ولد في هامبورغ، توفي في فرانكفورت، عن عمر يناهز 65 عاماً.

## التعليم
تعلم في جامعة غوتينغن، وجامعة فيينا.

## روابط خارجية
- جورج مارتنز على موقع الموسوعة البريطانية (الإنجليزية)